# 布賴滕貝格山 (布雷根茨森林山脈)
47°22′45″N 9°43′55″E / 47.37917°N 9.73194°E

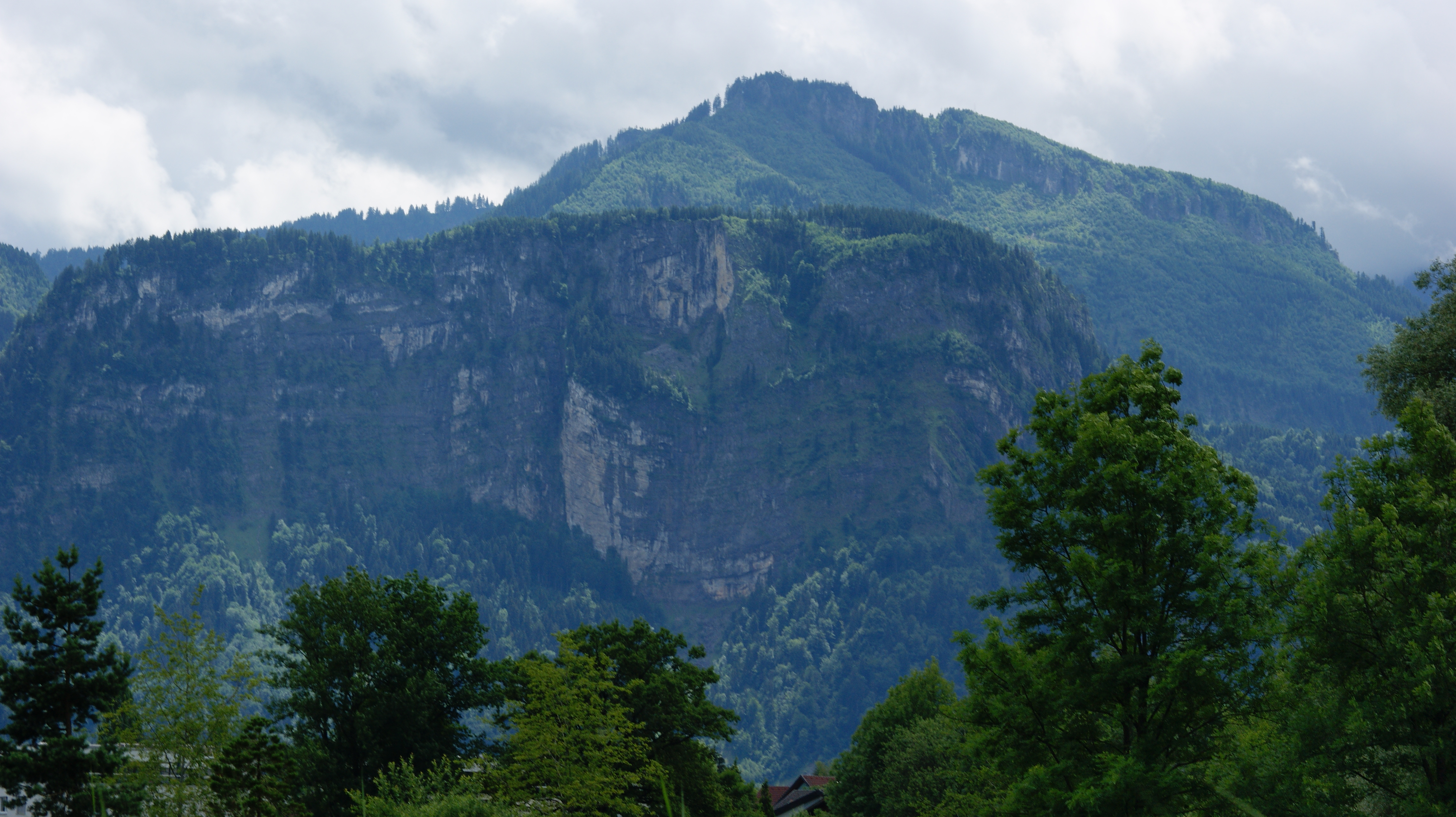

布賴滕貝格山（德語：Breitenberg），是奧地利的山峰，位於該國西部，由福拉爾貝格州負責管轄，屬於布雷根茨森林山脈的一部分，海拔高度1,105米，每年平均降雨量1,852毫米。